# Edward Irenaeus Prime-Stevenson
Edward Irenaeus Prime-Stevenson (Madison, 29 de enero de 1858 – Lausana, 23 de julio de 1942) fue un escritor y periodista estadounidense. Fue el primer escritor estadounidense que publicó una novela abiertamente gay de final feliz, con el seudónimo Xavier Mayne.

## Biografía

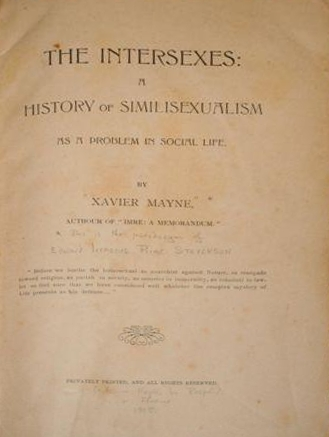
La portada de The intersexes: A history of similisexualism as problem in social life, publicado por Edward Irenaeus Prime-Stevenson en Nápoles en 1908 bajo el seudónimo Xavier Mayne.

Edward Prime Stevenson nació el 23 de enero de 1858 en Madison en Nueva Jersey, el último de cinco hijos. El padre era un sacerdote presbiteriano y director de escuela; su madre provenía de una familia de literatos.
Tras realizar estudios clásicos, pasó al Derecho, estudios que nunca aplicó en un trabajo. Después de terminar sus estudios, comenzó a escribir, dedicándose a la ficción, a la poesía y a la crítica musical. Colaboró con periódicos importantes, como Harper's o Independent de Nueva York. A los 19 años comenzó a publicar con éxito libros para niños, como White Cockades (1887) y Left to Themselves (1891), ambos centrados en estrechas amistades homoeróticas entre hombres. Su nombre fue incluido en la primera edición del Who's Who in America (1899-1900) entre los autores de éxito.
En 1901 Prime-Stevenson se trasladó a Europa, donde comenzó a escribir textos abiertamente homosexuales bajo el seudónimo Xavier Mayne. En 1906, su novela Imre: una memoria íntima fue impresa de forma privada por el editor Rispoli en Nápoles. El escrito fue el primero de un autor estadounidense que hablaba abierta y positivamente sobre la homosexualidad. En 1908, Prime-Stevenson, siempre bajo seudónimo y todavía en Nápoles, dio a imprimir su tratado de sexología The intersexes: A history of similisexualism as problem in social life. El texto es una defensa de la homosexualidad desde una perspectiva científica, jurídica, histórica y personal.
De su estancia en Europa, entre Lausana y Florencia, se sabe muy poco. Es cierto que frecuentó Capri, donde conoció a Jacques d'Adelswärd-Fersen, a quien dedicó el relato Out Of The Sun, publicada en Pages Passed from Hand to Hand: The Hidden Tradition of Homosexual Literature in English from 1748 to 1914 a cargo de Mark Mitchell y David Leavitt.
Prime-Stevenson publicó posteriormente en 1913, con su nombre auténtico, una colección de cuentos breves, Her enemy, Some friends, and other Personages, que contiene numerosas referencias e informaciones sobre la homosexualidad. Su producción fue disminuyendo con los años (dos impresores florentinos publicaron respectivamente una obra suya sobre la música y un libro de relatos) y se interrumpe con la muerte del autor por infarto en Lausana, Suiza.
En su necrológica en el New York Times lo recordó como escritor y crítico musical.

## Obra

### Algunas publicaciones
- White Cockades, 1887
- Janus, 1889
- Left to Themselves: Being the Ordeal of Gerald and Philip, 1891
- The Square of Sevens: An Authoritative Method of Cartomancy, 1896
- Imre: A Memorandum, Rispoli, Naples 1906
- The Intersexes, 1908
- Her Enemy, Some Friends--And Other Personages: Stories and Studies Mostly of Human Hearts, Florencia 1913
- Dramatic stories to read aloud, Tip. Carpigiani e Zipoli, Florencia 1924
- Long-haired Iopas : Old chapters from Twenty five years of Music-criticism, G & R. Obsner, Florencia 1927